# 17-Bit
17-Bit es un estudio desarrollador de videojuegos independientes, creador de Skulls of the Shogun y Galak-Z: The Dimensional. La compañía fue fundada en 2009 por Jake Kazdal, exdesarrollador de Sega, que quería hacer juegos con una estética de la era de 16 bits. Se conocía como Haunted Temple Studios hasta que cambió su nombre a 17-Bit en mayo de 2012 con un logo diseñado por Cory Schmitz. Gamasutra describió al equipo como un ejemplo de desarrollo indie multiplataforma exitoso por su trabajo en Skulls of the Shogun. GungHo Online Entertainment se convirtió en la distribuidora de 17-Bit en octubre de 2014 mientras el equipo trabajaba en Galak-Z. Kazdal fue invitado a hablar sobre la creación de la cultura del estudio en la Game Developers Conference de 2013.

## Videojuegos desarrollados
- Skulls of the Shogun (2013, para iOS)[7]
- Galak-Z: The Dimensional (2015, para PC, PS4 y PS Vita)[7]